# Joe Bernstein
Joe Bernstein (5 gennaio 1899 – 12 novembre 1975) è stato un giocatore di poker e di blackjack statunitense.
Nel 1983 è stato inserito nel Poker Hall of Fame.
In carriera ha vinto un braccialetto delle World Series of Poker nell'edizione 1973, grazie al successo nel $3.000 Limit Ace to Five Draw.
Bernstein è inoltre considerato uno degli inventori dei sistemi di conteggio delle carte nel Blackjack.